# Paura e tristezza
Paura e tristezza è un romanzo di Carlo Cassola  pubblicato da Einaudi nei «Supercoralli» il 26 settembre del 1970 con dedica «A Barbara» e in sovracoperta un disegno di Mario Marcucci. Nel 1971 vedrà le stampe per il Club degli editori di Milano e nel 1981 sarà ripubblicato nella «BUR» di Rizzoli con un'introduzione di Natalia Ginzburg.
Il romanzo, come lo stesso Cassola aveva scritto a Fortini prima di darlo alle stampe, chiude la terza fase della sua scrittura e dà inizio a una stagione nuova: "Sono in un periodo di grave crisi. Accenno soltanto al versante letterario: col mio ultimo romanzo, Paura e tristezza, già finito ma che pubblicherò in autunno, sarà irrevocabilmente finita una lunga applicazione letteraria, cominciata nell'immediato dopoguerra. Non ci tornerò più sopra. Sento che non potrò più fare la commemorazione del passato e l'elegia della giovinezza. Se riuscirò ancora a scrivere, scriverò del presente. Una letteratura problematica, una letteratura d'indagine, è ormai la sola che mi interessi. Caro Franco, arrivato all'età che sai, mi sembra di essere uno di quei personaggi da romanzo russo che si chiedono: «Ormai siamo vecchi, caro Pjotr Ivanovic, e che ne sappiamo della vita?». Io sono pronto a rimettere tutto in discussione. Ed è bene che sia così." 

## Trama
Il romanzo narra la vicenda al completo, dall'infanzia alla maturità, di Anna Dell'Aiuto, figlia di una lavandaia e senza padre cresciuta nel misero quartiere volterrano della Badia. Anna è una bambina volenterosa che va volentieri a scuola e aiuta la madre. Diventata più grande va a zappare in valle nel podere della zia Ersilia e in seguito trova un servizio a Volterra in casa della contessa Lastrucci-Giorgi. Anna non è pigra ma spesso avverte una profonda stanchezza che non è fisica ma che la intorpidisce e le toglie la forza di reagire. "C'era in Anna un'invincibile tendenza a vivere solo nel presente. E il presente era il giorno, l'ora, addirittura il minuto".
L'unico tempo felice risale al periodo breve e felice trascorso con Alvise, un giovane profugo venuto dal Veneto, con il quale vive un tenero idillio fatto di semplici cose come zappare insieme nello stesso campo, raccogliere le olive, mangiare la zuppa seduti vicini  sull'argine dei fossi.
Quando Alvise, finita la guerra, ritorna al suo paese, Anna ritorna in uno stato di passività.
Trascorre il tempo, la madre muore e Anna pensa che farsi una famiglia, come vorrebbe zia Ersilia o Gemma o Guido, sono cose che per lei non hanno senso. Anna pensa che l'amore sia una trappola e che non si possa fare affidamento sulle persone.
Alla fine Anna sposerà Renato, un contadino senza scrupoli, che l'aveva compromessa e trascorrerà il tempo nel suo podere a faticare, ormai sfiorita e carica di figli.

## La critica
Il romanzo, che è il più lungo che Cassola abbia scritto, è ancora la storia di un destino individuale, quello di Anna Dell'Aiuto.
La tecnica adottata da Cassola riprende, ma con un netto spostamento di prospettiva, quella di Ferrovia locale. In Ferrovia locale l'intento dello scrittore era di dare il senso della caleidoscopica molteplicità delle presenze umane in ogni attimo del tempo, sicché egli prendeva, lasciava e riprendeva sempre con rapida alternanza i molti fili dal cui intreccio risulta la realtà; un'analisi insieme minuziosa e volante di gesti e parole scambiate, incontri fatti e perduti, situazioni immobili e fuggevoli; in una parola, la descrizione del fluire della vita colto nelle sue minime presenze ma in quanto queste di continuo si sfiorano, si allaccino, si intersecano e tornano a staccarsi e legarsi di nuovo nel mirabile e insulso balletto della vita.
In Paura e tristezza vi è la stessa minuziosa analisi, il descrittivismo non lascia sfuggire nulla perché nulla vi è nella vita che non sia importante e degno di essere ricordato, ma tutto è concentrato nella figura della protagonista; anche in questo caso Cassola coglie nei suoi infinitesimi particolari il fluire della vita, non però come intreccio di fili diversi, ma dipanando con amorosa pazienza la semplice e triste vicenda di Anna, per giungere, se mai, alla constatazione dell'estrema improbabilità e difficoltà di un effettivo intreccio delle sorti umane, chiusa ciascuna in un'invalicabile solitudine.
Vi è un rapporto soprattutto, fra gli altri, che Anna non riuscirà ad avviare, quello con l'altro sesso. Paura e tristezza è la ripresa e la verifica di uno dei due punti segnati da Cassola nella sua poetica giovanile, la coesistenza dei sessi; ma si tratta di una verifica negativa, poiché se resta vero che la coesistenza dei sessi è un momento insopprimibile della condizione umana, nell'esperienza di Anna risulta però un momento deprecabile, è la fine dell'innocenza, è la grevezza fisica che sporca la bellezza dei sentimenti conservati nella loro purezza dal ricordo dell'adolescenza. Anna vuole amare, ma sente il contatto con l'altro corpo come un fastidio, una poco pulita commedia che non sa recitare, i cui tratti sgradevoli riescono ad inquinare anche le memorie più care; l'amore nelle sue esigenze totali è la vera pietra d'inciampo del suo non saper vivere, se per vivere s'intende (come Anna non vorrebbe) adeguarsi agli impersonali comportamenti di tutti. In ciò essa ha segnato il suo destino di sofferenza, la dose minima di felicità che ha riserbato a se stessa e tutta proiettata dall'età provetta a quella degli ameni inganni. Cassola ha colto questo nodo centrale dell'inibizione alla vita di Anna con un pudore estremo, rappresentandone tutti i risvolti senza lasciarsene invischiare, mostrandosi indenne anche in questo caso da ogni mitologia del sesso pur seguitando a riconoscere la sua imprescindibile presenza.
"Creatura giovane e subliminare, Anna Dell'Aiuto sembra venuta al mondo, nella sua schiettezza e bontà, per non accogliere le «chiamate» e sfuggire alle scadenze inevitabili e crude del vivere. Questa volta la risposta alla coesistenza dei sessi suona totalmente negativa. E le strutture del romanzo ne risentono, o meglio vi si adeguano. La vita e il senso della vita Cassola li ha ritirati, concentrati negli occhi di Anna, in questo personaggio subliminare e visivo." 

## Edizioni
- Paura e tristezza, Collana Supercoralli, Torino, Einaudi, 1970.
- Paura e tristezza, Introduzione di Natalia Ginzburg, Milano, BUR, 1981.
- Paura e tristezza, a cura di Alba Andreini, Introduzione di Raffaele Manica, Collana Oscar, Milano, Mondadori, 2017, ISBN 978-88-04-67576-1.